# Aedes spencerii
Aedes spencerii é uma espécie de mosquito do género Aedes, pertencente à família Culicidae.